# Star HD
Star HD és un canal de televisió de pagament internacional d'origen espanyol que emet entreteniment i sèries produïdes per TVE en alta definició. Va iniciar les emissions oficials el 18 de gener de 2016.
Per a la celebració dels 25è aniversari de TVE Internacional, RTVE va estrenar l'1 d'agost de 2015 aquest canal d'entreteniment i sèries de ficció pròpia en període de proves, emetent un bucle de vuit hores de programació. Un cop acabat aquest període, va codificar les seves emissions per ser comercialitzada a través dels diferents operadors de televisió de pagament americans, de la mateixa forma que els canals TVE Internacional i 24h. Durant el 2019 es va estendre la seva emissió també per Europa, emetent a Suïssa, França i Luxemburg, com també a Àfrica.
La seva programació, consta principalment de sèries de ficció i entreteniment, que han aconseguit èxit nacional i internacional. Alguns exemples són les sèries Isabel, Gran Reserva, La Señora, Los misterios de Laura, Cuéntame cómo pasó, Águila roja i El ministerio del tiempo, com també els programes d'entreteniment Españoles en el mundo, Destino España, Comando Actualidad i Un país para comérselo.